# Edifício J. P. Morgan
O Edifício J. P. Morgan (do inglês JP Morgan Building), localmente chamado 23 Wall Street, é um prédio de escritórios de quatro andares no distrito financeiro de Manhattan, na cidade de Nova Iorque, na esquina sudeste de Wall Street com a Broad Street. Projetado por Trowbridge &amp; Livingston em estilo neoclássico e construído de 1913 a 1914, foi originalmente a sede da JP Morgan & Co. Desde o final dos anos 2000, o prédio permaneceu desocupado por longos períodos, embora ocasionalmente tenha sido usado para eventos.

## Histórico do local
O Drexel Building, no estilo do Segundo Império — a sede bancária da Drexel, Morgan & Co., predecessora da JP Morgan & Co. — ocupava anteriormente o número 23 de Wall Street. Esse edifício, concluído em 1873, foi projetado com telhado de mansarda e paredes de mármore. Seus sete andares eram conectados por um elevador a vapor, uma das primeiras instalações desse tipo na cidade. O Real Estate Record and Guide caracterizou o Edifício Drexel como “o segundo edifício à prova de fogo em importância” a ser construído na cidade de Nova York, depois do Edifício Equitable Life.
A firma Drexel, Morgan & Co., chefiada por Anthony J. Drexel e J. P. Morgan Sr., foi renomeado para JP Morgan and Company após a morte de Drexel em 1895. Durante o final do século XIX, o banco evoluiu para uma das instituições mais influentes dos Estados Unidos, e o velho Morgan tornou-se um dos financiadores mais poderosos do país. Na primeira década do século XX, o Drexel Building em Wall e Broad Streets havia se tornado muito pequeno para as necessidades do banco, e Morgan queria uma estrutura maior, semelhante à sede do National City Bank de Nova York em 55 Wall Street um bloco de distância. A JP Morgan & Co. também estava alugando o Edifício Drexel da propriedade de Anthony Drexel, em vez de possuí-lo completamente. O local foi considerado o lote mais valioso da cidade de Nova York no início da década de 1910. Houve uma proposta malsucedida para substituir o Drexel Building e o adjacente Mills Building por um arranha-céu. Por fim, a J. P. Morgan & Co. decidiu construir um edifício exclusivamente para uso próprio; a nova estrutura seria menor que o Edifício Drexel.

## Arquitetura

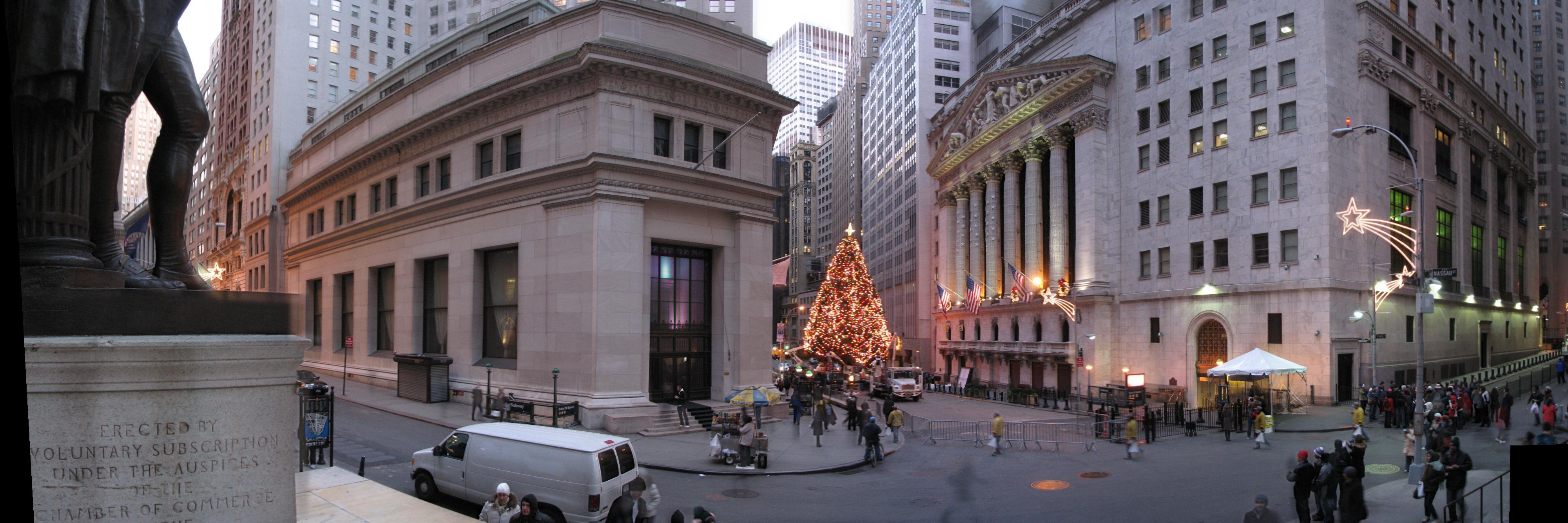
Vista panorâmica do local com a estátua de George Washington do lado de fora do Federal Hall à esquerda, o Edifício J. P. Morgan ao centro à esquerda, e o prédio da Bolsa de Valores de Nova York à direita

A firma Trowbridge & Livingston projetou o prédio da 23 Wall Street no estilo neoclássico.    Marc Eidlitz foi o principal empreiteiro de construção do edifício, embora muitos outros engenheiros e empreiteiros estivessem envolvidos na construção do edifício.
O edifício concluído tornou-se a sede da JP Morgan & Co., a "Casa de Morgan", sendo apelidada de The Corner ("A Esquina", em livre tradução). J. P. Morgan Jr., diretor do banco quando o prédio estava sendo planejado, ditou muitos aspectos de seu projeto. Ao contrário dos arranha-céus da área circundante, o 23 Wall Street foi construído com apenas quatro andares acima do solo. O prédio originalmente continha até cinco níveis de mezanino, levando a revista Architecture and Building a caracterizá-lo como um edifício de nove andares.

### Fachada

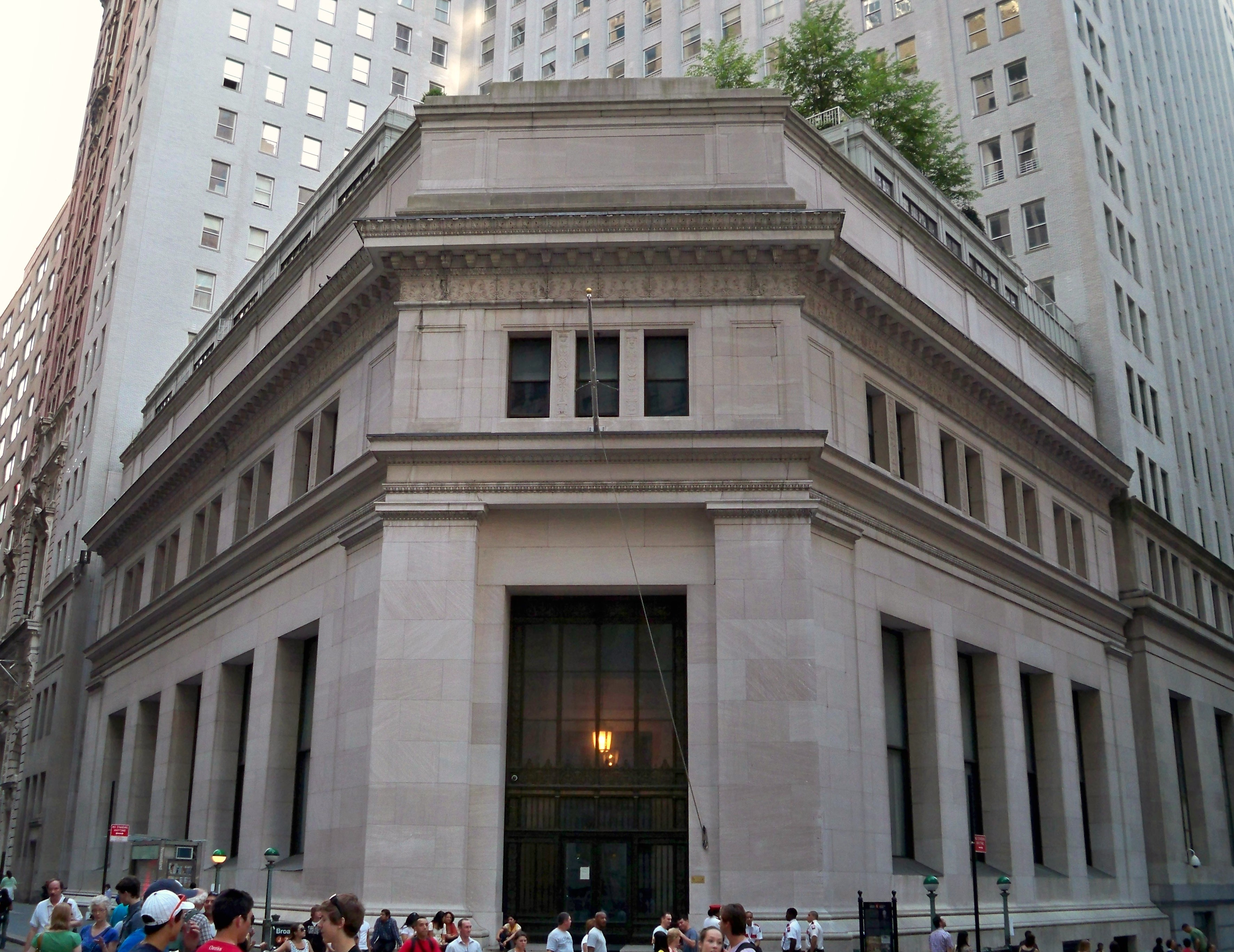
Fachada, em 2010.

A fachada é em alvenaria de cantaria e mármore rosa do Tennessee, de acordo com J. P. Morgan O pedido do Sr. de que o mármore seja idêntico ao usado na biblioteca de sua residência na Rua 36. Cada um dos blocos de mármore foi colocado horizontalmente, com uma seção transversal de 3 by 3 pés (0,91 m × 0,91 m) e um comprimento de 7 a 22 pés (2,1 a 6,7 m). Para fornecer o mármore para o projeto, os Morgans usaram sua própria pedreira em Knoxville, Tennessee. As paredes são de design elegante, com janelas sem adornos em revelações profundas. A fachada contém vários desníveis causados por estilhaços do bombardeio de Wall Street, que ocorreu fora do prédio em 1920.

#### Térreo

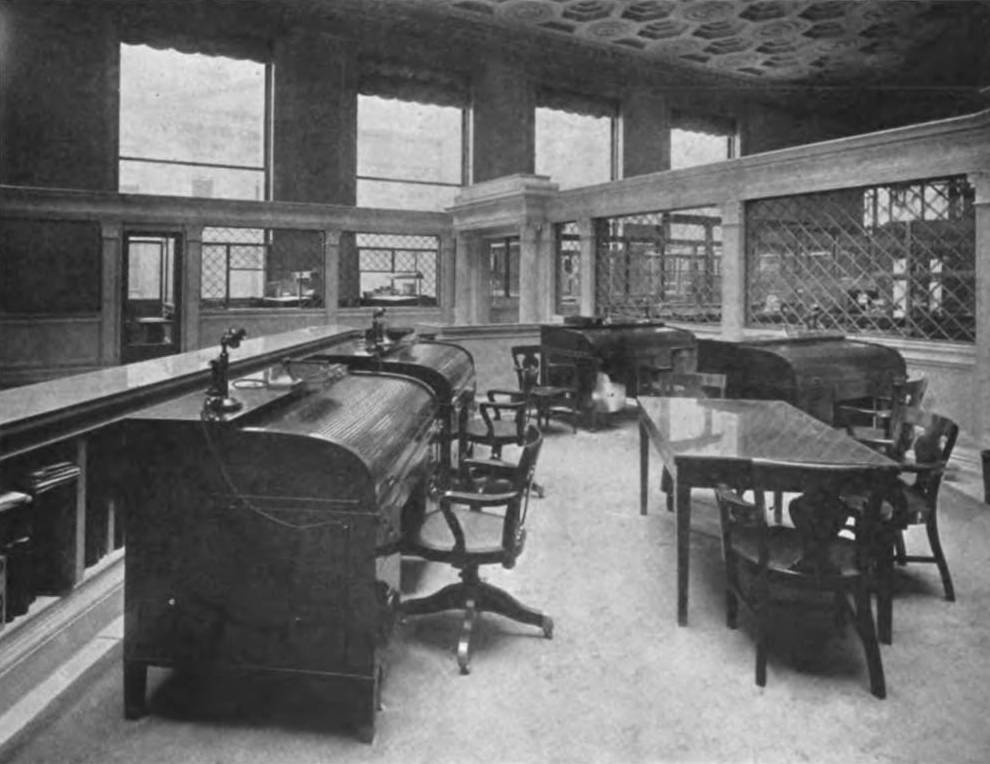
Um escritório no térreo

No centro da sala havia um saguão principal em forma de hexágono irregular, que, segundo o autor Ron Chernow, pretendia se assemelhar ao layout de um “banco comercial de Londres”. Continha gabinetes de funcionários do banco e um salão público. Tinha um piso de mosaico e era cercado por uma tela de mármore rosa do Tennessee, com grades de bronze e vidro, além de colunas de mármore Skyros. Havia esculturas em estilo renascentista italiano esculpidas por Charles Keck na tela. De um lado da tela havia representações do mar, da terra e do ar, inspiradas na mitologia grega. Uma representação de Hiawatha, no lado oposto da tela, pretendia representar a agricultura e as artes. Os símbolos do zodíaco foram colocados no centro do piso; estes símbolos eram emblemas de um clube privado composto por J. P. Morgan e  amigos. Grades de mármore mais curtas substituíram a tela na reforma do início dos anos 1960.

#### Andares superiores

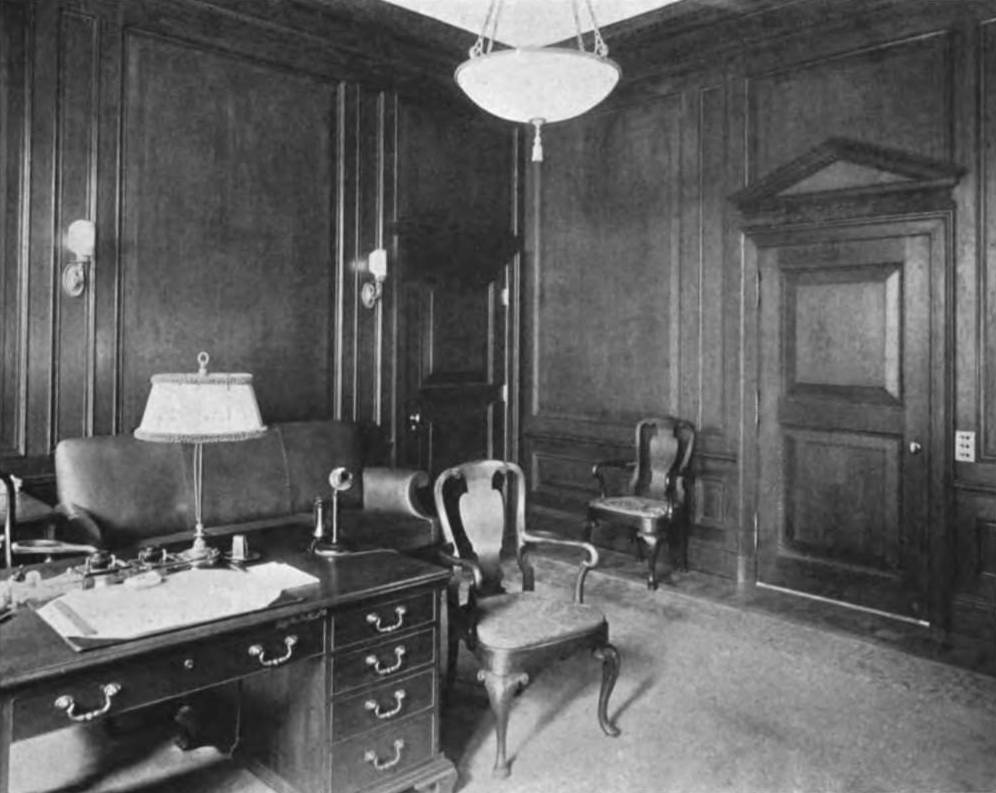
Escritório de JP Morgan Jr.

A superestrutura é feita de uma estrutura de aço, mas as vigas foram escondidas nas paredes porque Morgan havia solicitado que não fossem visíveis. Consequentemente, os andares superiores são suspensos de uma série de treliças de aço 14 pés (4,3 m) de profundidade e 100 pés (30 m) longo; colunas de aço suportam as vigas nas paredes. O segundo andar continha os escritórios privados dos sócios e suas secretárias. Um escritório do JP Morgan Jr. ficava logo acima da entrada principal do prédio. Cada sócio tinha seus próprios escritórios; os escritórios do segundo andar foram projetados com base nas preferências de seus respectivos ocupantes. Cada quarto tinha lareira e geralmente continha painéis de carvalho inglês. Um corredor central revestido de carvalho ligava os quartos.

## Impacto

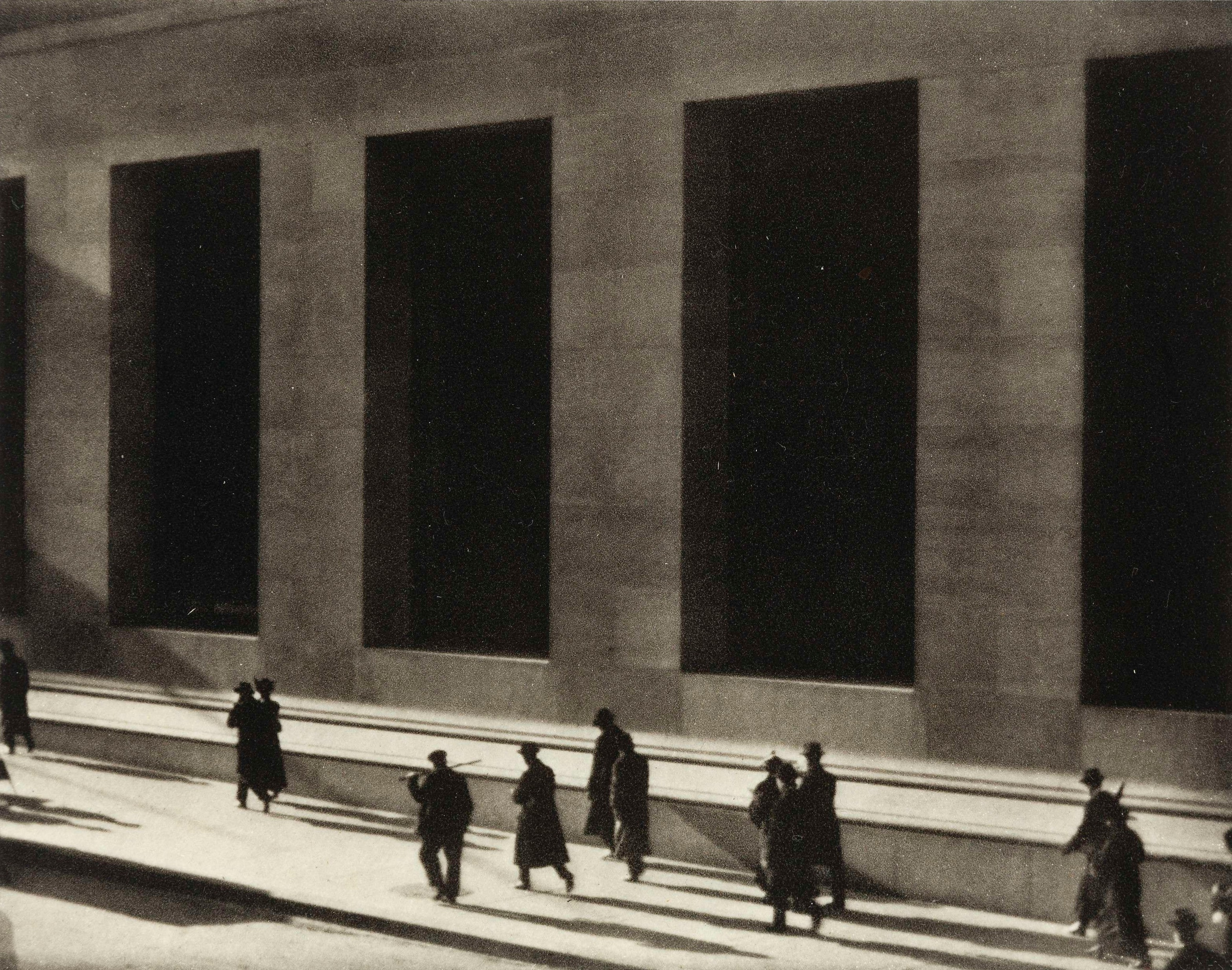
23 Wall Street em Wall Street (1915) de Paul Strand

### Recepção critica
Após a sua conclusão, o projeto de 23 Wall Street foi geralmente elogiado. A revista Architecture escreveu: “agora na Morgan Banking House, eles estabeleceram um novo e alto padrão de excelência artística e prática para bancos privados”. O Real Estate Record and Guide comparou 23 Wall Street ao Parthenon em Atenas, e o The Wall Street Journal afirmou que o design “dá uma impressionante solidez, força e beleza ao edifício”. O arquiteto e escritor Robert A. M. Stern declarou em 1983 que “seu classicismo simplificado era uma expressão perfeita da persona pública” de J. P. Morgan. Um consultor de história e arquivos da JP Morgan & Co. considerou em 2001 que o design era um “reflexo completo da personalidade de Pierpont Morgan”. O Skyscraper Museum disse em 2003 que o edifício “poderia ser chamado de anti-arranha-céu”. Um repórter do Financial Times escreveu em 2004: “Há muita arquitetura com A maiúsculo no exterior.”

### Designações de marcos
A New York City Landmarks Preservation Commission (LPC) designou o exterior do edifício como um marco em 21 de dezembro de 1965. Em seu relatório sobre 23 Wall Street, o LPC escreveu: “É um belo edifício de mármore em perfeita escala com seus vizinhos, no extremo norte da Broad Street, que se alarga neste ponto para criar a ilusão de uma pequena praça.” Foi um dos primeiros marcos a ser designado pelo LPC em Manhattan. Posteriormente, 23 Wall Street foi listado no Registro Nacional de Lugares Históricos em 1972. Em 2007, o edifício foi designado como uma propriedade contribuinte para o Distrito Histórico de Wall Street, um distrito do NRHP.

### Representações da mídia
23 Wall Street foi retratada em várias obras de mídia. Pouco depois de sua conclusão, o edifício foi retratado na fotografia Wall Street (1915) de Paul Strand. O Whitney Museum of American Art descreveu a fotografia, tirada do Federal Hall, como notável por “padrões e estruturas formais abstratas”. O prédio foi usado para filmagens, como para o filme de 2012 O Cavaleiro das Trevas Ressurge, onde retratou a fictícia Bolsa de Valores de Gotham City. Parte do filme Teenage Mutant Ninja Turtles de 2014 também foi filmado em 23 Wall Street.